# Ung med psoriasis
Förbundet Ung med psoriasis är en fristående ungdomsorganisation för psoriasissjuka mellan 7 och 30 år. Förbundet bildades 1983 och bedriver bland annat intressepolitiskt arbetet, stödverksamhet för ungdomar genom att arrangera utbildningar och sammankomster av olika slag samt klimatvård. Förbundet arbetar bland annat med att informera och påverka allmänhet, beslutsfattare, myndigheter och andra berörda om hur det är att leva med sjukdomen psoriasis.  
Det yttersta syftet med det intressepolitiska arbetet är att driva förbundets intressen gentemot stat, region och kommuner så att en god och tillgänglig behandling av psoriasis och psoriasisartrit kan garanteras och upprätthållas.  